# Розовський Григорій Єфремович
Григорій Єфремович Розовський (30 листопада 1924, місто Фастів, тепер Київської області — 16 вересня 1988, місто Дрогобич Львівської області) — радянський журналіст та партійний діяч, редактор дрогобицької міської газети «Радянське слово». Кандидат філософських наук (1969), доцент (1972).

## Біографія
Член ВКП(б) з 1949 року.
У 1958 році закінчив Вищу партійну школу при ЦК КПРС у Москві.
Перебував на журналістській та ідеологічній роботі в апараті Дрогобицького міського комітету КПУ.
У 1962—1963 роках — відповідальний редактор Дрогобицької міської газети «Радянське слово».
У 1962—1965 роках — викладач на умовах погодинної оплати, у 1965—1970 роках — старший викладач кафедри марксистсько-ленінської філософії Дрогобицького педагогічного інституту імені Івана Франка.
У 1970—1981 роках — завідувач кафедри марксистсько-ленінської філософії Дрогобицького педагогічного інституту імені Івана Франка.
У 1981—1988 роках — доцент кафедри марксистсько-ленінської філософії Дрогобицького педагогічного інституту імені Івана Франка. Автор 14 наукових праць із проблем марксистсько-ленінської філософії.